# (285263) 1998 QE2
كويكب 1998 QE2 هو كويكب قريب من الأرض يبلغ قطره نحو 75 و2 كيلومتر. يسمى أيضًا (285263) 1998 QE2 طبقا لقائمة الكويكبات. اكتشفه برنامج أبحاث لينكولن للكويكبات القريبة من الأرض LINEAR الذي يعمل في سوكورو نيو مكسيكو في 19 أغسطس 1998.
للكويكب 1998 كيو إي2 قوس رؤية يقدر بنحو 14 سنة ومداره حول الشمس محدد جدًا.
كما أن له قمر صغير يبلغ مقاييسه نحو 600 متر.

## أوصافه

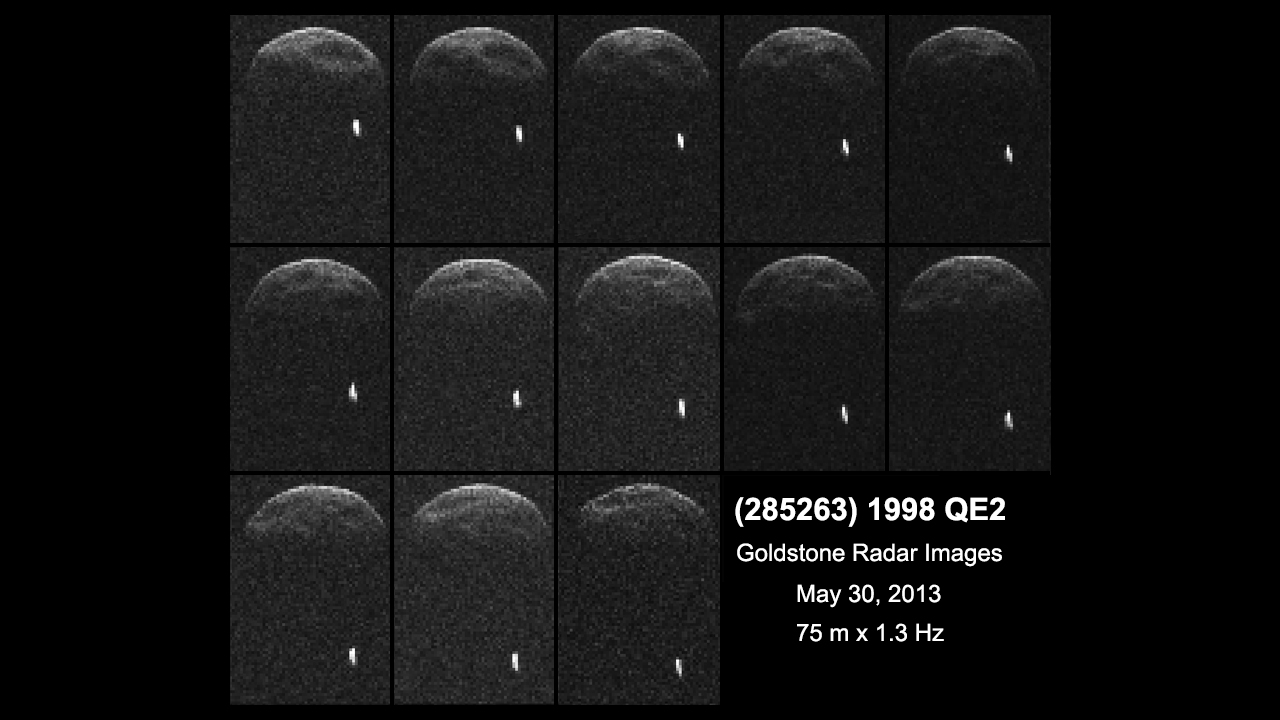

أول صور بالرادار للكويكب 1998 QE2 (أسفل) إلتقطها مجمع جولدستون لاتصالات اعماق الفضاء، ناسا، في30 مايو 2013.

## اقترابه من الأرض
في يوم 31 مايو 2013 اقترب الكويكب 1998 كيو إي2 البالغ قطره نحو 7 و2 كيلومتر من الأرض حتى أصبح على بعد 8و5 مليون كيلومتر (وهي مسافة أبعد من القمر 15 مرة). وكان ذلك في تمام الساعة 20:59 طبقا للتوقيت العالمي المنسق., وكان هذا هو أقرب مسار للكويكب من الأرض خلال القرنين القادمين من الزمان. وهو عاكس جيد لأشعة الرادار. والتقطع مرصد جولدستون لاتصالات أعماق الفضاء بين يومي 30 مايو و 9 يونيو 2013.
وعلى أقرب بعد للكويكب من الأرض كانت درجة لمعانه 11 قدر ظاهري، أي كانت رؤيته تحتاج إلى استخدام مقراب صغير.
بتكملة حسابات فلك الكويكب يتبين أن الكويكب قد مر بالقرب من الأرض في 8 يونيو 1975، حيث وصل لمعانه 9و13 قدر ظاهري. ومن المرجح أن عودته إلينا سوف تكون حوالي 27 مايو 2221 حيث سيبلغ بعده عن الأرض نحو 038و0 وحدة فلكية (6 مليون كيلومتر).

## أحداث مشابهة
مر بالقرب من الأرض الكويكب دي إيه 14 خلال شهر فبراير 2012، ولكن كان هذا الكويكب أصغر من ذلك فكان قطره نحو 50 متر فقط، كما أن الكويكب الذي سقط فوق روسيا مؤخرا وأصيب من جرائه نحو 1200 شخص بجروح وإصابات فلم يكن مقاييسه أكبر من 15 متر.
في عام 1908 حدث انفجار كويكب مشابه لهذا الكويكب في الغلاف الجوي الأرضي على ارتفاع يقدر بـ 10 كم من الأرض فوق منطقة تونغوسكا في سيبيريا أدى إلى تدمير منطقة من الغابة التي انفجر فوقها تساوي 2000 كم مربع حيث تلاشت الحياة في تلك المنطقة ولم يصل من الكويكب أي جزء إلى الأرض.